# (4850) Palestrina
(4850) Palestrina es un asteroide perteneciente al cinturón de asteroides, descubierto el 27 de octubre de 1973 por Freimut Börngen desde el Observatorio Karl Schwarzschild, en Tautenburg, Alemania.

## Designación y nombre
Designado provisionalmente como 1973 UJ5. Fue nombrado Palestrina en honor al compositor italiano renacentista Giovanni Pierluigi da Palestrina. Sus obras llenan 34 volúmenes y siendo sus estilos como la relajación, la dignidad, la claridad y el sonido melodioso.

## Características orbitales
Palestrina está situado a una distancia media del Sol de 2,878 ua, pudiendo alejarse hasta 3,098 ua y acercarse hasta 2,657 ua. Su excentricidad es 0,076 y la inclinación orbital 1,882 grados. Emplea 1783 días en completar una órbita alrededor del Sol.

## Características físicas
La magnitud absoluta de Palestrina es 12,8. Tiene 7,603 km de diámetro y su albedo se estima en 0,254.